# Воля-Облазницька
Воля-Облазницька — село в Україні, у Стрийському районі Львівської області. Населення становить 22 особи. Орган місцевого самоврядування — Гніздичівська селищна громада.